# Vojna mornarica Združenih držav Amerike
Vojna mornarica Združenih držav Amerike (angleško US Navy) je pomorski del oboroženih sil Združenih držav Amerike, ki skrbi za vzdrževanje, urjenje in opremo bojno pripravljenih pomorskih sil, ki so zmožne zmagovati vojne, zaustaviti agresijo in vzdrževanje svobodo morij.

## Organizacija
Primarno je vojna mornarica ZDA razdeljena na:
- pomorska flota
atlantska flota
pacifiška flota
- podporni kopenski elementi
- letalstvo Vojne mornarice Združenih držav Amerike

## Delovanje
Vojna mornarica ZDA tesno sodeluje z marinskim korpusom ZDA, saj marinci spadajo pod juristikcijo mornarice, ko se nahajajo na vojaških plovilih ali v pomorskih bazah.